# Nathan's Famous
Nathan's Famous est une chaîne de restauration rapide américaine spécialisée dans la préparation et la vente de hot-dogs.
C'est en 1916, à Coney Island, dans le borough de Brooklyn, à New York, que Nathan Handwerker (en), immigrant juif de Pologne, ouvre la première baraque à hot-dogs Nathan's Famous.

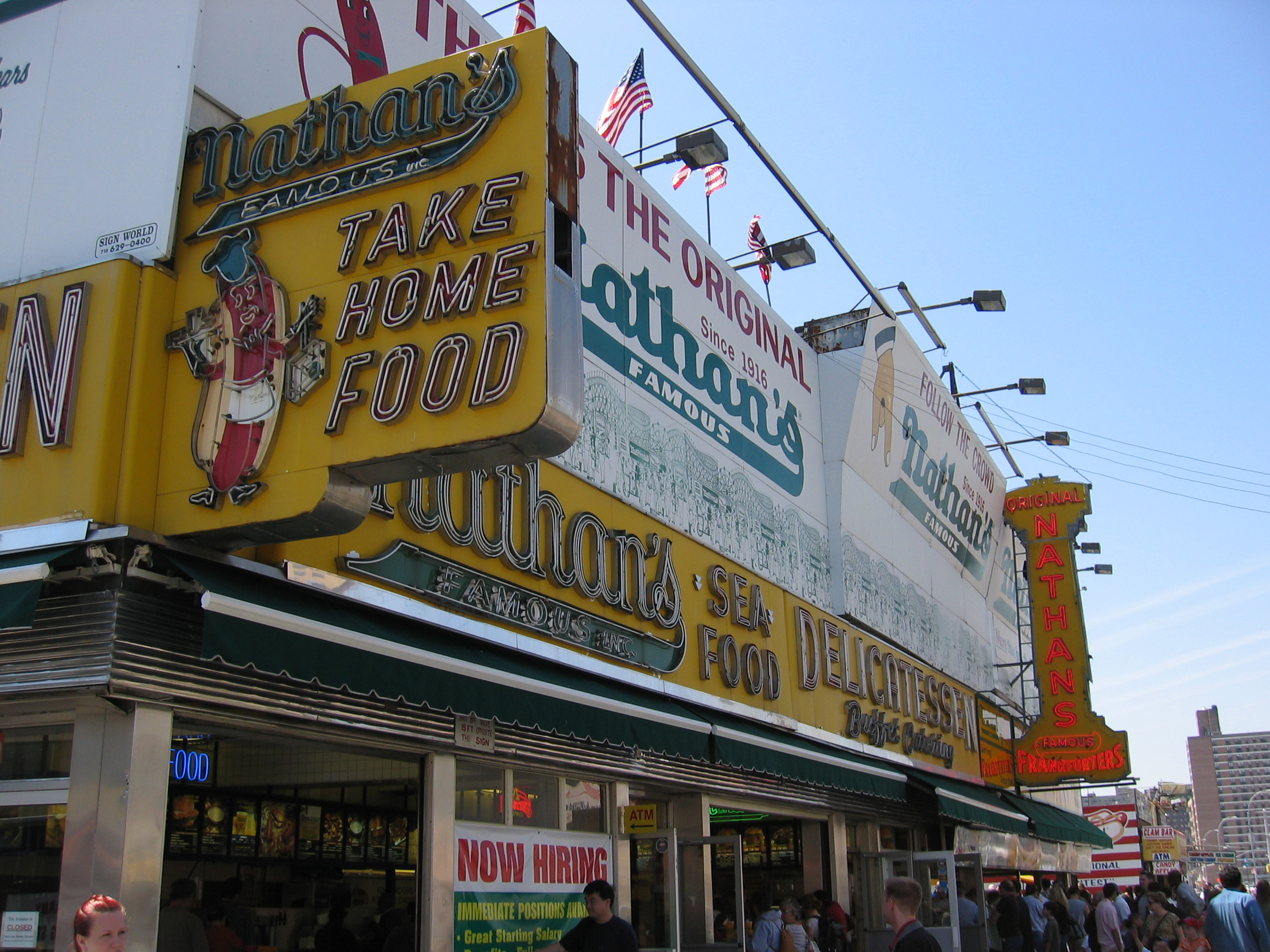
Nathan's, Coney Island.

## Le concours Nathan
Chaque année, le 4 juillet, est organisé un concours d'alimentation sportive, le Nathan's Hot Dog Eating Contest (en). Deux lauréats réguliers sont Miki Sudo et Takeru Kobayashi.